# تیان ژوانگ‌ژوانگ
تیان ژوانگ‌ژوانگ (انگلیسی: Tian Zhuangzhuang؛ زادهٔ ۲۳ آوریل ۱۹۵۲) کارگردان فیلم، تهیه‌کننده فیلم، بازیگر و فیلم‌نامه‌نویس اهل چین است.
از فیلم‌ها یا مجموعه‌های تلویزیونی که وی در آن‌ها نقش داشته است می‌توان به سپتامبر و آخرین خواجه اشاره نمود.